# Only Crime
Only Crime ist eine 2003 gegründete amerikanische Punkband.

## Geschichte
Only Crime wurde 2003 von Russ Rankin, dem Sänger der Gruppe Good Riddance, gegründet. Der ersten Besetzung gehörten auch der ehemalige Converge-Gitarrist Aaron Dalbec, der Schlagzeuger Bill Stevenson, Zach Blair (u. a. zuvor Gitarrist bei Gwar) und Zacks Bruder Doni (Bass) an. In dieser Zusammensetzung spielte die Band 2004 ihr erstes Album ein, das von Fat Wreck Chords veröffentlicht wurde.
Nach der Veröffentlichung des zweiten Albums Virulence im Jahr 2007 verließ Zach Blair die Band und schloss sich Rise Against an. Er wurde durch Matt Hoffman von Modern Life Is War ersetzt.

## Diskografie
- 2004: To The Nines (Fat Wreck Chords)
- 2007: Virulence (Fat Wreck Chords)
- 2014: Persuance (Rise Records)